# Zagaglia

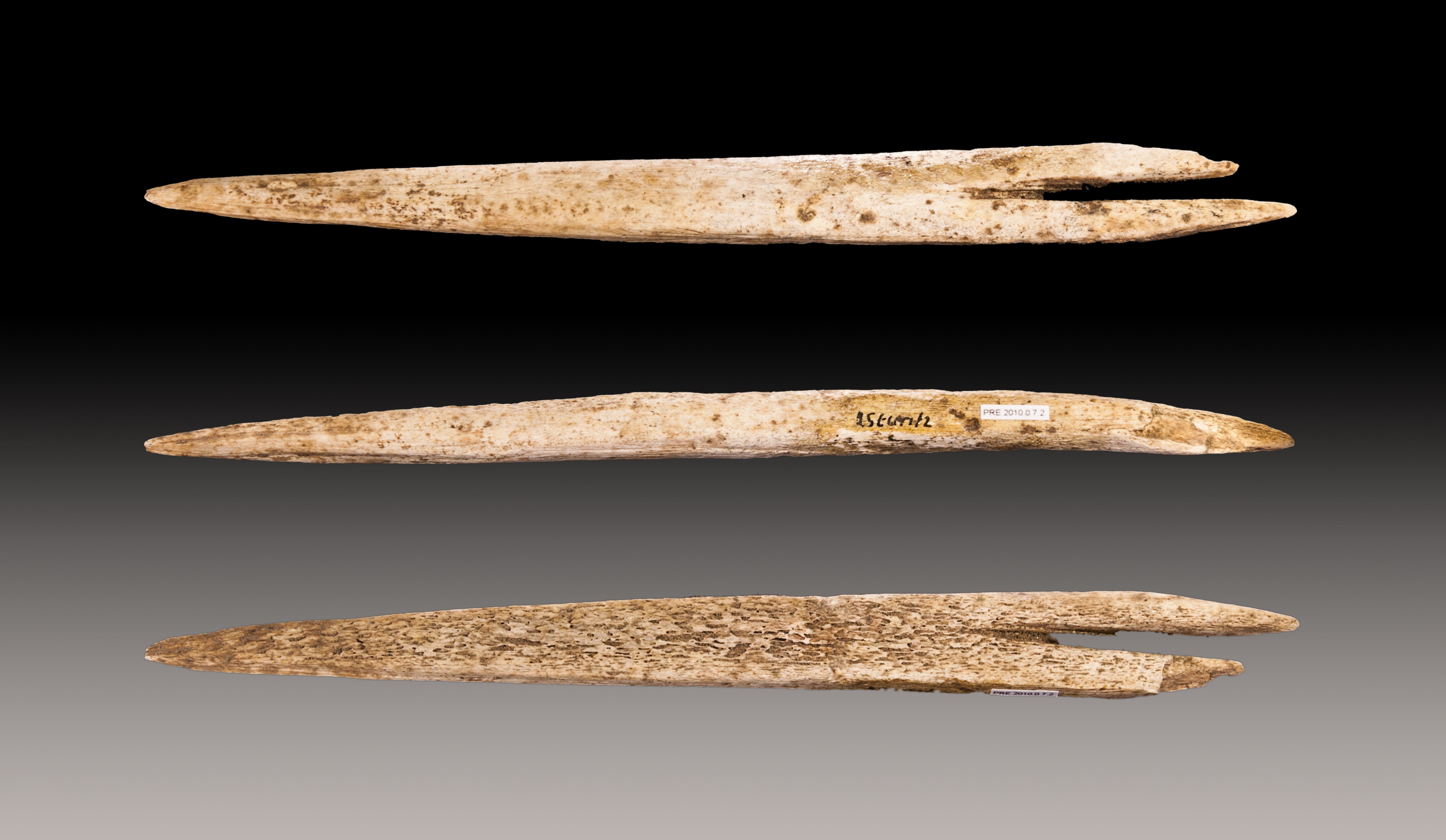
Punte di zagaglie magdaleniane - Museo di Tolosa

La zagaglia (arabo az-zaġāyah, derivato dal berbero zaġāya - lett. "lancia; en. assegai; fr. sagaie; cat. atzagaia; es. azagaya) è un'arma inastata eiettabile, più corta della lancia propriamente detta ma più pesante rispetto al giavellotto, con lama più sviluppata, ampiamente diffusa tra i popoli dell'Africa. Discende, con buona probabilità, da un tipo di arma bianca sviluppatasi nel Paleolitico che aveva un corto manico e la lama in pietra, osso o corno. A volte è chiamato zagaglia solo il ferro di una comune lancia.

## Storia
I primi reperti relativi alla produzione di zagaglie datano alla fase finale del Paleolitico nota come "Magdaleniano". A quel tempo la parte contundente delle zagaglie era costituita da una lunga punta in osso/corno. Come altri tipi di proiettili preistorici, anche la zagaglia era utilizzata, al momento del lancio, in combinazione con il propulsore che permetteva all'utilizzatore di massimizzare potenza e gittata. La ricchezza dei reperti ha permesso agli archeologi di identificare diversi tipi di queste armi primitive basate sulla differente lavorazione della punta.
Questo tipo di arma andò sostanzialmente scomparendo in Europa durante l'Età del bronzo, quando l'arma inastata "da mischia", la lancia vera e propria, si differenziò sempre più dall'arma "da lancio", il giavellotto. Un ultimo esempio di zagaglia europea può forse essere considerata la frama dei guerrieri germani descritta da Cesare nel De bello gallico. In Africa, invece, la zagaglia sopravvisse durante l'età dei metalli, acquisendo punta in metallo in foggia di lama relativamente pronunciata, restando in uso sia presso le popolazioni sahariane sia presso le popolazioni sud-sahariane.